# وادي آره (ضاحية)
وادي آره هو حي (رعية) لمدينة سان روج على الضفة اليمنى لنهر وادي آره في مقاطعة قادس في أندلسية إسبانيا. تقام المهرجانات المحلية في الأسبوع الأول من شهر يوليو.
نظرًا لقربها من الساحل ومن مدينة Sotogrande الفاخرة ، تعمل وادي آره بشكل أساسي في مجال السياحة. يوجد في المنطقة العديد من ملاعب الغُلف، والتي أستضافت كأس رَيْدَر في عام 1997من بين أحداث أخرى ، وملاعب بولو، بالإضافة إلى الكثير من الرياضات المائية. أخذت اسمها من نهر وادي آره.